# Paul Meyer

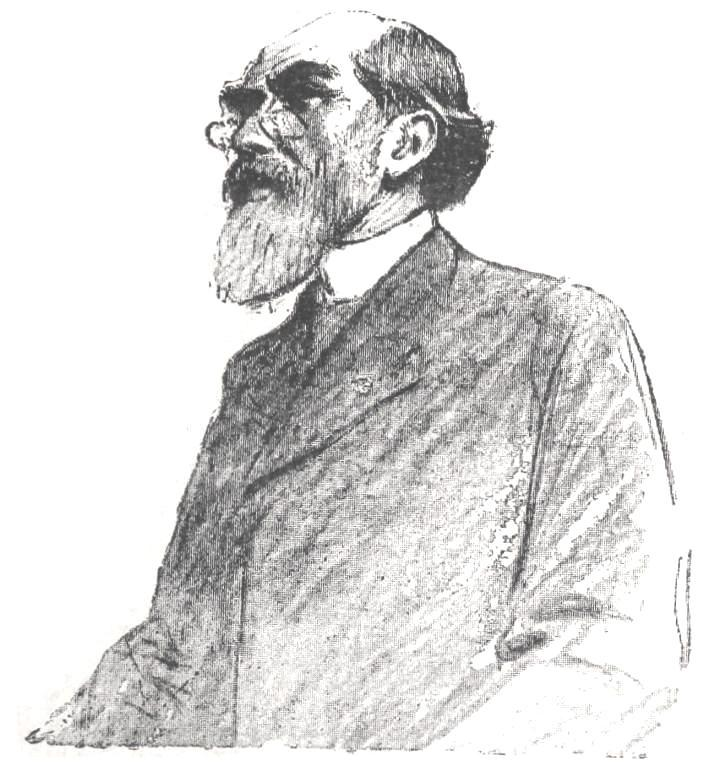

Marie-Paul-Hyacinthe Meyer, född den 17 januari 1840 i Paris, död den 7 september 1917 i Saint-Mandé, var en fransk filolog och paleograf. 
Meyer blev arkivarie vid riksarkivet 1866, sekreterare vid École des chartes 1872, professor i sydeuropeiska språk och litteraturer vid Collège de France 1876, chef för École des chartes 1882. År 1872 grundlade han jämte Gaston Paris tidskriften "Romania". Sedan 1883 var han ledamot av Institutet. Han utgav bland annat Alexandre le Grand dans la littérature française du moyen âge (2 band, 1886), Histoire de Guillaume de Maréchal (2 band, 1891–1894) samt åtskilliga utmärkt kommenterade fornfranska "romans" och "chansons", senast Documents linguistiques du midi de la France (1909). Meyer var en av grundläggarna av Revue critique. Från sin professur avgick han 1906, men var direktör för École des chartes ända till 1916. Vid sidan av sin vän Gaston Paris var han en av den franska romanistikens förgrundsfigurer, särskilt känd som utomordentlig vetenskaplig kritiker.